# Questioni di principio
Questione di principio è un singolo del rapper italiano Ghemon, pubblicato il 14 gennaio 2020 come primo estratto dal sesto album in studio Scritto nelle stelle.

## Video musicale
Il videoclip, diretto da Jacopo Ardolino, è stato pubblicato il 29 gennaio 2020 sul canale Vevo-YouTube del rapper.

## Tracce
Testi di Giovanni Luca Picariello, Claudio La Rocca e Sup Nasa.
1. Questione di principio – 3:54